# Вернидубов, Иван Васильевич
Иван Васильевич Вернидубов (укр. Іван Васильович Вернидубов; род. 4 января 1951, Духановка, Сумская область) — украинский политик. Кандидат юридических наук. Народный депутат Украины. Член Политсовета Партии регионов.

## Биография
Украинец. Закончил Путивльское педагогическое училище (1965—1969), учитель начальных классов. 08.1969-04.1970 — учительв Успенская СШ. Закончил  Харьковский юридический институт (1972—1976), юрист. В 1976-77 — помощник прокурора, в 1977-1978 — следователь Прокуратуры Московского района г. Киева. В 1980-1990 — прокурор Октябрьского района г. Киева. В 1990-1993 — начальник уголовно-судебного отдела, Прокуратура г. Киева. Защищена кандидатская диссертация «Проблемы поддержания государственного обвинения по законодательству Украины» (1992). В 1993-1997 годах — прокурор города Севастополя.
С 1997-08.1998 — заместитель Генерального прокурора Украины. 08.1998-1999 заместитель прокурора города Киева. С 06.1999 по 2002 года — председатель Государственной налоговой администрации в г. Севастополе.
Доверенное лицо кандидата на пост Президента Украины В. Януковича в Тио № 224 (2004-2005).
Народный депутат Украины 4-го созыва 04.2002 — 04.2006, избирательный округ № 224, г. Севастополь, выдвинут избирательным блоком политических партий «За единую Украину!». За 15,90 %, 14 соперников. На время выборов: председатель Севастопольской государственной налоговой администрации, член Партии регионов. член фракции «Единая Украина» (05.-06.2002), член группы «Европейский выбор» (06.2002-11.2003) — член фракции «Регионы Украины» (11.2003-09.2005), член фракции Партии регионов «Регионы Украины» (с 09.2005). Первый заместитель председателя Комитета по вопросам борьбы с организованной преступностью и коррупцией (с 06.2002).
Народный депутат Украины 5-го созыва 04.2006-11.2007 от Партии регионов, № 78 в списке. На время выборов: народный депутат Украины, член ПР. Член фракции Партии регионов (с 05.2006). Член Комитета по вопросам борьбы с организованной преступностью и коррупцией (с 07.2006).
Народный депутат Украины 6-го созыва 11.2007-12.2012 от Партии регионов, № 139 в списке. На время выборов: народный депутат Украины, член ПР. Член фракции Партии регионов (с 11.2007). Член Комитета по борьбе с организованной преступностью и коррупцией (с 12.2007), председатель подкомитета по вопросам законодательного обеспечения борьбы с организованной преступностью и коррупцией и имплементации мировых антикоррупционных стандартов (с 01.2008).
В 2013 году стал адвокатом.

## Семья
- Сыновья Сергей (1976) и Ярослав (1980) — юристы.

## Награды
Наградное «Именное огнестрельное оружие» (4 января 2011)
Заслуженный юрист Украины (10.2000). Почётный работник прокуратуры Украины. Почётный работник налоговой службы Украины. Государственный советник юстиции 3 класса (1993). Гос. советник налоговой службы II ранга (1999). Медаль «В память 1500-летия Киева» (1982). Почетная грамота КМ Украины (10.2004). Орден «Содружество» (2008).

## Ссылка
- сайт ВРУ
- справочник «Кто есть кто в Украине», издательство « К. И. С.»